# Shuan Fatah
Shuan Fatah (Berlino, 1968) è un ex giocatore di football americano e allenatore di football americano tedesco, che allena gli Hamburg Sea Devils.
Ha giocato fino al 1991 ai Berlin Adler, per poi diventare allenatore di diverse squadre di club tedesche e austriache (Berlin Adler, Berlin Rebels, Munich Cowboys, Dresden Monarchs e Hildesheim Invaders in GFL, Berlin Thunder e Hamburg Sea Devils in NFL Europa, Tirol Raiders in AFL), di college (Nichols Bison) e nazionali (Germania Under-19 e maggiore e Austria maggiore).
È stato inserito nel 2023 nella Hall of Fame del football americano tedesco.

## Palmarès

### Come giocatore
- German Bowl (Berlin Adler: 1987, 1989, 1990)

### Come allenatore
- World Bowl (Berlin Thunder: 2001, 2002, 2004; Hamburg Sea Devils: 2007)
- German Bowl (Berlin Adler: 2009)
- Austrian Bowl (Tirol Raiders: 2011, 2015, 2016, 2018, 2019)
- Eurobowl (Berlin Adler: 2010; Tirol Raiders: 2011)
- CEFL Bowl (Tirol Raiders: 2017, 2018, 2019)
- Superfinal (Tirol Raiders: 2018)
- ECTC Championship Game (Tirol Raiders: 2019)